# YUBA liga 1968-1969
La YUBA liga 1968-1969 è stata la 25ª edizione del massimo campionato jugoslavo di pallacanestro maschile. La vittoria finale è stata ad appannaggio della Stella Rossa.

## Regular season
|     | Squadra               | G  | V  | P  | PF    | PS    | Pt. | Qualificazione |
| --- | --------------------- | -- | -- | -- | ----- | ----- | --- | -------------- |
| 1.  | Stella Rossa Belgrado | 22 | 19 | 3  | 1.900 | 1.647 | 38  |                |
| 2.  | AŠK Lubiana           | 22 | 17 | 5  | 1.967 | 1.710 | 34  |                |
| 3.  | Jugoplastika Spalato  | 22 | 16 | 6  | 1.905 | 1.735 | 32  |                |
| 4.  | Zadar                 | 22 | 13 | 9  | 1.765 | 1.600 | 26  |                |
| 5.  | Lokomotiva Zagabria   | 22 | 13 | 9  | 1.856 | 1.831 | 26  |                |
| 6.  | Partizan Belgrado     | 22 | 12 | 10 | 1.751 | 1.668 | 24  |                |
| 7.  | Borac Čačak           | 22 | 11 | 11 | 1.593 | 1.731 | 22  |                |
| 8.  | OKK Belgrado          | 22 | 10 | 12 | 1.618 | 1.656 | 20  |                |
| 9.  | Željezničar Karlovac  | 22 | 9  | 13 | 1.519 | 1.617 | 18  |                |
| 10. | Rabotnički Skopje     | 22 | 7  | 15 | 1.583 | 1.850 | 14  |                |
| 11. | Radnički Belgrado     | 22 | 5  | 17 | 1.698 | 1.850 | 10  |                |
| 12. | Slovan Lubiana        | 22 | 0  | 22 | 1.553 | 2.088 | 0   | retrocesso     |

| YUBA liga 1968-1969     |
| ----------------------- |
| Stella Rossa 11º titolo |

## Formazione vincitrice
| N° | Naz.                  | Ruolo | Sportivo                |  | Alt. |  |
| -- | --------------------- | ----- | ----------------------- |  | ---- |  |
|    | Jugoslavia (bandiera) |       | Miroslav Todosijević    |  |      |  |
|    | Jugoslavia (bandiera) |       | Ivan Sarjanović         |  |      |  |
|    | Jugoslavia (bandiera) |       | Miroslav Poljak         |  |      |  |
|    | Jugoslavia (bandiera) |       | Vladimir Cvetković      |  | 196  |  |
|    | Jugoslavia (bandiera) |       | Aleksandar Stanimirović |  |      |  |
|    | Jugoslavia (bandiera) |       | Dragan Kapičić          |  | 198  |  |
|    | Jugoslavia (bandiera) |       | Ljubodrag Simonović     |  | 195  |  |
|    | Jugoslavia (bandiera) | C     | Dragiša Vučinić         |  |      |  |
|    | Jugoslavia (bandiera) |       | Srđan Škulić            |  |      |  |
|    | Jugoslavia (bandiera) |       | Tihomir Pavlović        |  |      |  |
|    | Jugoslavia (bandiera) | P     | Zoran Slavnić           |  | 180  |  |
|    | Jugoslavia (bandiera) |       | Zoran Lazarević         |  |      |  |
|    | Jugoslavia (bandiera) |       | Dubravko Kapetanović    |  |      |  |
|    | Jugoslavia (bandiera) |       | Slobodan Popović        |  |      |  |
|    | Jugoslavia (bandiera) |       | Dragoslav Ilić          |  |      |  |
|    | Jugoslavia (bandiera) | All.  | Milan Bjegojević        |  |      |  |